# 白石麻梨子
白石 麻梨子（しらいし まりこ、1985年9月29日 - ）は、日本のお嬢様系AV女優。

## 略歴
北海道出身。血液型A型。趣味は 読書、バレーボール。2004年、ビデオバンクから「矢口あみか」としてAVデビュー。2005年10月よりワンズファクトリーから「白石麻梨子」として活動。

## 作品

### アダルトビデオ
2004年
- Full Volume! 矢口あみか（6月12日、ビデオバンク）

2005年
- 萌えるAV 黒沢英里奈、浜ひとみ、矢口あみか、木崎りの（3月21日、ビデオバンク）
- お嬢様系天然美乳M女優 白石麻梨子 衝撃のデビュー（10月1日、ワンズファクトリー）
- 美女とチン獣 白石麻梨子（11月1日、ワンズファクトリー）
- 「恥女優」 白石麻梨子（12月1日、ワンズファクトリー）
- WANZ FACTORY THE BEST Ver.WHITE 天衣みつ、白雪彩、横山あさ美、白石麻梨子、水原あき（12月5日、ワンズファクトリー）

2006年
- 拘束[M]名器 白石麻梨子（2月1日、ワンズファクトリー）
- イカせ続けると女はどーなるのか？ 白石麻梨子（3月1日、ワンズファクトリー）
- 白石麻梨子 3時間（6月1日、ワンズファクトリー）
- 絶頂ザーメンシャワーぶっかけ101連発 あんずさき、横山あさ美、紅月ルナ、白石麻梨子、心夏、鈴房ありさ、黒沢ゆう、大城舞衣子（11月1日、ワンズファクトリー）

2007年
- 「恥女優」 3時間DX 白石麻梨子、心夏、姫川りな（1月1日、ワンズファクトリー）
- 拘束[M]名器 4時間DX 紅月ルナ、白石麻梨子、三津なつみ、水原あき、黒沢ゆう、大城舞衣子（1月1日、ワンズファクトリー）

2009年
- 快楽肉便器 第三発 華美月、夏野かをり、加藤まみ、白石麻梨子（3月15日、スターゲート）
- あのアイドルがスーパーリマスターREMIXで甦る ［ナイスボディ Vol.1］ 矢口あみか 他（5月21日、ビデオバンク）